# Risti
Risti è un ex comune dell'Estonia situato nella contea di Läänemaa, nell'Estonia occidentale; classificato come comune rurale, il centro amministrativo era l'omonimo borgo (in estone alevik).
Nel 2013 è confluito, insieme a Oru e a Taebla, nel nuovo comune di Lääne-Nigula.

## Località
Oltre al capoluogo, il centro abitato comprende 4 località (in estone küla): Jaakna, Kuijõe, Piirsalu e Rõuma.